# Hermann Heyer
Hermann Heinrich Gustav Adolf Heyer (* 29. Juni 1861 in Peiskretscham; † 17. Oktober 1925) war Senatspräsident beim Reichsgericht.

## Leben
Heyer war der Sohn eines Baumeisters und evangelisch. Er studierte Rechtswissenschaften u. a. in Göttingen und Leipzig. Er wurde promoviert. 
Seit 1883 war er im preußischen Justizdienst, 1895 wurde er Amtsrichter und 1899 Landrichter. 1902 beförderte man ihn zum Landgerichtsrat. 1906 war er als Vortragender Rat im Justizministerium tätig mit dem Titel Geheimer Justizrat. 1910 kam er an das Reichsgericht. Als Reichsgerichtsrat war er im V. Strafsenat und I. Strafsenat tätig. 1924 wurde er Senatspräsident des II. Strafsenats. 
Er starb 1925 im Amt.